# اچ‌ام‌ای‌اس گسکوین (ام ۸۵)
اچ‌ام‌ای‌اس گسکوین (ام ۸۵) (به انگلیسی: HMAS Gascoyne (M 85)) یک کشتی است که طول آن ۵۲٫۵ متر (۱۷۲ فوت) می‌باشد. این کشتی در سال ۲۰۰۰ ساخته شد.